# Martin Treu (Politiker)

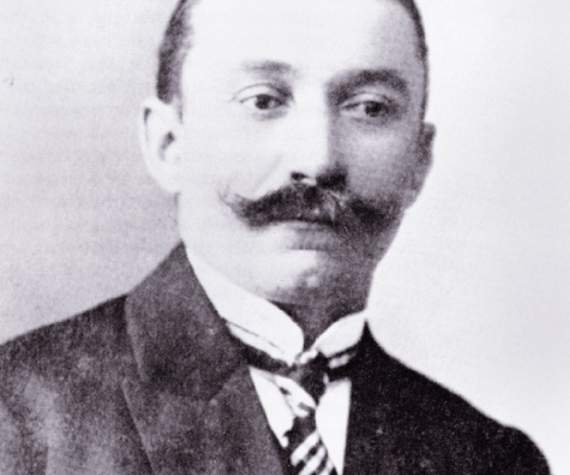
Martin Treu

Martin Treu (* 18. Dezember 1871 in Haselbach bei Schwandorf; † 21. November 1952 in Nürnberg) war von 1919 bis 1933 zweiter Bürgermeister der Stadt Nürnberg und im Jahr 1945 Oberbürgermeister.

## Leben und Wirken

### Jugend und erste Schritte in der Politik
Martin Treu absolvierte eine Lehre zum Schneider und ging ab 1889 auf Wanderschaft. Ab 1897 lebte er in Nürnberg und erwarb dort 1902 das Bürgerrecht. Bereits seit 1892 war Martin Treu Mitglied der Sozialdemokratischen Partei (SPD). Ab 1905 war er für die SPD Parteisekretär in Nürnberg, 1908 gehörte er zu den ersten zehn Vertretern der SPD im Kollegium der Gemeindebevollmächtigten, dem Vorläufer des Stadtrats.
1909 wurde Martin Treu zum jüngsten Mitglied des Magistrats gewählt. Dieser setzte sich in Nürnberg aus den beiden Bürgermeistern, vier bis acht rechtskundigen sowie zwölf bis zwanzig bürgerlichen und zugleich ehrenamtlichen Magistratsräten zusammen. Treu gehörte vermutlich der letzteren Gruppe an. Bis 1919 war er Mitglied des Magistratskollegiums.

### Zweiter Bürgermeister
Als nach dem Ende des Kaiserreiches Deutschland mit der Weimarer Republik demokratisiert wurde, stand auch in Nürnberg ein politischer Neuanfang an. Der bisherige Oberbürgermeister Otto Geßler trat im Kabinett Bauer das Amt des Reichsministers für Wiederaufbau an. Im Nürnberger Stadtrat verfügten die in MSPD und USPD gespaltenen Sozialdemokraten über eine Mehrheit. Mit Martin Treu hätte die SPD einen geeigneten Nachfolger für den Oberbürgermeisterposten verfügt. Doch die Nürnberger SPD wollte nicht nach Parteizugehörigkeit entscheiden, sondern „einen hervorragenden Fachmann, mit dem sie sich (…) politisch nach demokratischen und republikanischen Grundsätzen verstehen konnte.“ Im Sinne der Weimarer Koalition aus Sozialdemokraten, DDP und Zentrum schlug die MSPD gemeinsam mit DDP und der BVP, die in Bayern an Stelle des Zentrums antrat, den DDP-Politiker Hermann Luppe vor. Dieser wurde durch direkte Wahl gewählt. Martin Treu wurde im Stadtrat zum zweiten Bürgermeister gewählt. Er fungierte vor allem als Verbindungsmann zwischen dem liberalen Oberbürgermeister Luppe und der sozialdemokratischen Stadtratsfraktion und garantierte eine auch insgesamt in Personalfragen zurückhaltende Politik der SPD. So waren von 19 hauptamtlichen Referenten der Weimarer Zeit nur vier mit einem SPD-Parteibuch ausgestattet.
Martin Treus Tätigkeit in der Nürnberger Stadtverwaltung wurde 1929 aufgewertet. Sein Amt des zweiten Bürgermeisters war ab diesem Jahr nicht mehr ein ehrenamtlicher Posten, sondern eine hauptamtliche Funktion. Seine inhaltliche Zuständigkeit wurde vom Referat der städtischen Werke und Betriebe in diesem Jahr auch auf das Straßenbahnreferat ausgebaut. Parallel zu seiner Tätigkeit als zweiter Bürgermeister war Martin Treu auch von 1919 bis 1933 Mitglied des Kreistags von Mittelfranken, zu dessen Präsidenten er von 1919 bis 1928 gewählt wurde, und Aufsichtsratsvorsitzender des Fränkischen Überlandwerkes. Ab 1928 war er zudem Mitglied im Bayerischen Kreistagsverband und seit 1930 Zweiter Vorsitzender des Bayerischen Städteverbands.
Alle seine Ämter musste er am 10. März 1933 unter dem Druck der NSDAP niederlegen, als diese im Zuge der nationalsozialistischen Machtübernahme auch begann, Nürnberg gleichzuschalten. Am Tag vorher hatte Treu noch das Hissen der Hakenkreuzfahne am Nürnberger Rathaus abgelehnt. Im Gegensatz zu anderen SPD-Politikern wie Karl Bröger blieb Martin Treu jedoch von nationalsozialistischer Verfolgung verschont.

### Oberbürgermeister
Nach dem Ende des Zweiten Weltkriegs und dem Ende der nationalsozialistischen Herrschaft auch in Nürnberg enthob die amerikanische Militärregierung zunächst den nationalsozialistischen Bürgermeister Werner Eickemeyer des Amtes. Ab dem 22. April 1945 hatte Julius Rühm, der bisherige berufsmäßige Stadtrat für das Personalwesen, das Amt inne. Die Ernennung des NSDAP-Mitglieds führte zu Unmut und Enttäuschung bei Sozialdemokraten und Gewerkschaftern, deren Kooperationsangebot die Militärregierung zuvor noch abgelehnt hatte. Die Nürnberger Militärregierung geriet jedoch im Juni 1945 auch durch die zentrale Militärregierung unter Druck, die die Nürnberger Personalpolitik kritisierte, da noch immer sechs der elf hauptamtlichen Stadträte der NSDAP nicht entlassen waren. Bedingt durch eine neue Direktive der Militärregierung und einen Austausch der Offiziere in Nürnberg verschärfte sich nun die Entnazifizierungspolitik auch in Nürnberg. Am 26. Juli 1945 ernannte die amerikanische Militärregierung Martin Treu zum Oberbürgermeister, der Sozialdemokrat Hans Ziegler wurde zweiter Bürgermeister.
Mit Martin Treu setzte die Militärregierung nun einerseits auf personalpolitische Kontinuität zur Weimarer Zeit, andererseits kam seine schon damals bewiesene pragmatische Personalpolitik den Vorstellungen der Militärregierung entgegen, die ihn anwies, „bei allen Vorschlägen und Ernennungen (…) dafür (zu) sorgen, dass in den wichtigsten Verwaltungsstellen Angehörige aller erlaubten politischen Überzeugungen und Wirtschaftsgruppen vertreten sind.“ Allerdings wurde die Personalpolitik in der Folgezeit zu einem Hauptpunkt für Konflikte zwischen Martin Treu und der Militärregierung, weil Treu tatsächlich die Aufrechterhaltung der Funktionsfähigkeit der Stadtverwaltung vor jeder Entnazifizierung ging. Martin Treu suchte in dieser Frage sogar Unterstützung beim bayerischen Ministerpräsidenten Wilhelm Hoegner. In einer Unterredung am 17. November 1945 legte er dar, dass beim für den Wiederaufbau bedeutenden Hochbauamt alle Mitarbeiter mit Ausnahme des Leiters NSDAP-Mitglieder waren, die er gemäß Vorgabe alle hätten entlassen müssen. In seinem Monatsbericht vom August 1945 beklagte Treu die Entnazifizierung der Beamtenschaft zudem in einer sehr formalistischen Argumentation als „mit dem deutschen Recht nicht in Einklang“ stehend.
Im Herbst 1945 geriet Martin Treu zusätzlich zum Konflikt mit der Militärregierung jedoch auch in eine Auseinandersetzung mit dem mittelfränkischen Bezirkspräsidenten Hans Schregle von der SPD sowie mit der eigenen Parteibasis, die sein stures Festhalten an den alten Kräften monierten und seine Ablösung verlangten. Am 4. Dezember 1945 enthob die Militärregierung Martin Treu seines Amtes wegen Widerstandes gegen die Entnazifizierungspolitik sowie wegen seiner angeblichen Austrittserklärung aus der SPD im Jahr 1933 und eines freundschaftlichen Telegramms, das er 1941 mit NSDAP-Oberbürgermeister Willy Liebel ausgetauscht habe. Die letzteren beiden Informationen kamen aus den Reihen der SPD an die Militärregierung. Später wurde Treu jedoch von diesen Vorwürfen rehabilitiert und ihm 1948 die Ehrenbürgerwürde Nürnbergs verliehen.

## Ehrungen
- 1952: Verdienstkreuz (Steckkreuz) der Bundesrepublik Deutschland

Nach seinem Tod wurde 1953 im Sebalder Teil der Altstadt eine Straße nach ihm benannt. Diese verbindet die Tucherstraße mit der Rotschmiedgasse.